# Otomys barbouri
Otomys barbouri és una espècie de mamífer rosegador de la família dels múrids. És endèmic de les parts altes del Mont Elgon (Kenya i Uganda), on viu a altituds d'entre 3.300 i 4.200 msnm. El seu hàbitat natural són les landes alpines. Està amenaçat per la degradació del seu medi i els incendis forestals que s'hi produeixen, sovint a causa de la caça furtiva.
L'espècie fou anomenada en honor del zoòleg estatunidenc Thomas Barbour.